# Phaeoses leucodeta
Phaeoses leucodeta är en fjärilsart som beskrevs av Edward Meyrick 1914. Phaeoses leucodeta ingår i släktet Phaeoses och familjen äkta malar. Inga underarter finns listade i Catalogue of Life.